# Posztowa płoszcza
Posztowa płoszcza (ukr. Поштова площа) – jedna ze stacji kijowskiego metra na linii Linia Obołonśko-Teremkiwśkiej. Została otwarta 17 grudnia 1976. 
Nazwa stacji nawiązuje do Placu Pocztowego, pod którym się znajduje, w pobliżu brzegu Dniepru, w historycznej dzielnicy Padół.
Stacja znajduje się płytko pod ziemią i składa się z głównej sali z kolumnami. Na końcu hali peronowej znajduje się ozdobne okno z witrażem. Stacja dostępna jest przez tunele prowadzące ze Wzgórza Wołodymira i Placu Pocztowego. W pobliżu stacji metra, znajduje się kolej linowo-terenowa, zapewniając dostęp do stacji od centralnej części Kijowa.